# Михаил (Гринчишин)
Михаил Гринчишин (укр. Михаїл Гринчишин; 18 февраля 1929, Канада — 12 ноября 2012) — экзарх Франции Украинской грекокатолической церкви с 27 ноября 1982 года по 21 июля 2012 год, член монашеской конгрегации редемптористов.

## Биография
Михаил Гринчишин родился 18 февраля 1929 года в Канаде в украинской семье. После получения среднего образования вступил в монашескую конгрегацию редемптористов. 28 июля 1949 года принял монашеские обеты. 25 мая 1952 года Михаил Гринчишин был рукоположён в священника архиепископом Максимом Германюком, после чего служил в грекокатолических приходах Канады и США. В 1955 году защитил докторскую диссертацию по каноническому праву в Папском восточном институте в Риме.
27 ноября 1982 года Римский папа Иоанн Павел II назначил Михаила Гринчишина титулярным епископом Зигриса экзархом Франции, Бенилюкса и Швейцарии. 30 января 1983 года состоялось рукоположение Михаила Гринчишина, которое совершил верховный архиепископ львовский Иосиф Слипый в сослужении с архиепископом виннипегским Максимом Германюком и архиепископом филадельфийским Стефаном Сулыком.
С 29 сентября 1987 года по 24 июня 1989 года Михаил Гринчишин был апостольским администратором апостольского экзархата Великобритании.
Награждён украинским орденом «За заслуги» ІІ степени (2005)
21 июля 2012 года Михаил Гринчишин вышел на пенсию и 12 ноября 2012 года скончался.